# الغابة الغامضة
الغابة الغامضة أو كانتارا هو فيلم أكشن إثارة هندي باللغة الكنادية، الفيلم من بطولة ريشاب شيتي، كيشور، أخيوث كومار وبرامود شيتي، صدر الفيلم في 30 سبتمبر 2022.

## روابط خارجية
الغابة الغامضة على موقع IMDb (الإنجليزية)
- الغابة الغامضة على موقع روتن توميتوز (الإنجليزية)
- الغابة الغامضة على موقع قاعدة بيانات الفيلم (الإنجليزية)
- الغابة الغامضة على موقع ليتربوكسد (الإنجليزية)
- الغابة الغامضة على موقع كينوبويسك (الروسية)